# 中国高速公路万里纪念塔
中国高速公路万里纪念塔，位于山东省泰安市岱岳区卧虎山山顶上，是为纪念中国高速公路总里程达到1万公里而建于2001年。

## 简介
1999年，当山东境内的京台高速公路济南至泰安段建成竣工时，中国高速公路通车里程达到一万公里（10.4万km）。
为了纪念这个具有历史意义的里程，在泰安市京台高速西侧卧虎山上修建了这座纪念塔。
塔座落在京沪、京福（后改称京台）高速公路重合线西侧的卧虎山顶，塔座625平方米，塔高100米。
塔体由通向四面八方的路形构成，并汇集于高空观景台。
在高空观景台内，近可俯瞰以环城高速公路为枢纽的五条放射状高速公路景象，远可观赏泰山、泰城。塔内有碧霞元君祠。
2011年，京沪高铁在京台高速路东侧经过，建立高铁泰安站。
在高铁泰安站前方道路上可以看到纪念塔和高铁站融为一体的景观。

## 相关
- 泰安站
- 京台高速